# Péter András (művészettörténész)
Péter András, Péter Andor (Budapest, Terézváros, 1903. november 21. – Budapest, 1944. december 10.) művészettörténész, Péter János (1939) irodalomtörténész, kritikus apja.

## Életútja
Péter (Pollitzer) Jenő gépészmérnök és Auer Margit (1878–1957) fiaként született. 1921 és 1925 között a Pázmány Péter Tudományegyetemen Gerevich Tibor és Hekler Antal tanítványa volt. Diplomáját keresztény archeológia főtárgy, művészettörténet és klasszikus archeológia melléktantárgyakból szerezte. Egy félévet Henri Focillonnál hallgatott a párizsi Sorbonne-on. 1925–1927-ben a Római Magyar Akadémia ösztöndíjasa volt. 1927. január 27-én Rómában kikeresztelkedett a római katolikus vallásra. 1929. október 15-től 1930-ig önkéntes gyakornokként dolgozott a Szépművészeti Múzeumban Hoffmann Edith mellett. 1932 őszétől a Pázmány Péter Tudományegyetem Művészettörténeti és Keresztényrégészeti Intézeténél működött mint fizetés nélküli tanársegéd. Előadásokat tartott és gyakorlatokat vezetett. 1933-tól egészen haláláig a Franklin Társulat irodalmi igazgatója volt. 1935. május 28-án egyetemi magántanárrá nevezték ki. 1942-től 1943 januárjáig a Szépművészeti Múzeumban meghatározási gyakorlatokat tartott. Képzőművészeti kritikusként dolgozott a Tükör című folyóiratnál. Tanulmányai elsősorban a magyar és az olasz művészet történetéről szólnak. 1944-ben nyilasok hurcolták el.
Felesége Nagy Veronika volt, Nagy Béla és Grünwald Ilona lánya, akit 1935. május 29-én Budapesten vett nőül.

## Főbb művei
- Magyar vonatkozású XVII. századi freskók a Vatikánban (A Magyar Régészeti Társulat Évkönyve 1923–26)
- A magyar művészet története (Budapest, 1930)
- Pietio és Ambrogio Lorenzetti egy elpusztult freskóciklusa (Szépművészeti Múzeum Évkönyve 1929–30)
- Neue Kunst in Ungarn (Österreichische Kunst, 1932)
- A ferrarai renaissance-festészet (Magyar Művészet, 1933)
- A Très Riches Heures tájképei (Gerevich Emlékkönyv. Budapest, 1942)